# Carmen Martínez-Bordiú y Franco
 (juin 2016).
Si vous disposez d'ouvrages ou d'articles de référence ou si vous connaissez des sites web de qualité traitant du thème abordé ici, merci de compléter l'article en donnant les références utiles à sa vérifiabilité et en les liant à la section « Notes et références ».
Titre
Épouse du prétendant légitimiste
aux trônes de France et de Navarre
20 mars 1975 – 16 décembre 1986
(11 ans, 8 mois et 26 jours)
Carmen Martínez-Bordiú y Franco, née le 26 février 1951 au palais du Pardo à Madrid (Espagne), est une aristocrate espagnole. 
Par mariage, elle est duchesse de Bourbon (1972-1975) et de Cadix (1972-1982) puis duchesse d'Anjou (1975-1986). Petite-fille du général Franco, elle est la cousine par alliance du roi Juan Carlos Ier et la mère de l'actuel duc d'Anjou, prétendant légitimiste au trône de France.
Elle succède en 2018 à sa mère comme seconde duchesse de Franco et grande d'Espagne. Ce titre et la dignité associée de grand d'Espagne sont supprimés en 2022 par la loi sur la mémoire démocratique.

## Famille
Carmen Martínez-Bordiú y Franco est la fille de Cristóbal Martínez-Bordiú (1922-1998), 10e marquis de Villaverde, et de son épouse María del Carmen Franco y Polo (1926-2017), duchesse de Franco et grande d'Espagne. Par sa mère, elle est l’aînée des petits-enfants du Caudillo Francisco Franco y Bahamonde (1892-1975).
Le 8 mars 1972, Carmen Martínez-Bordiú épouse à la chapelle du palais du Pardo, à Madrid, Alphonse de Bourbon (1936-1989), duc de Bourbon et de Bourgogne — qui fut plus tard duc d’Anjou et de Cadix — lui-même fils de l’infant Jacques-Henri de Bourbon (1908-1975), duc d’Anjou et de Ségovie, et de sa première épouse Emmanuelle de Dampierre (1913-2012). De cette union naissent deux enfants :
- François de Bourbon (1972-1984), duc de Bourbon, mort accidentellement ;
- Louis de Bourbon (1974), duc d’Anjou, qui épouse la Vénézuélienne María Margarita Vargas Santaella (1983), d’où postérité.

Le couple se sépare en 1979 puis divorce en 1982.
En 1986, le mariage de Carmen Martínez-Bordiú avec Alphonse de Bourbon est déclaré nul par l'Église. Elle perd son titre de courtoisie de duchesse d'Anjou et cesse, pour les légitimistes, de faire partie de la maison de France,,.
Le 11 décembre 1984, Carmen Martínez-Bordiú se remarie  à Rueil-Malmaison avec l'antiquaire parisien Jean-Marie Rossi (18 novembre 1930 - 5 décembre 2021), divorcé de Barbara Hottinguer. Carmen et Jean-Marie Rossi ont une fille, Marie Cynthia Rossi, qui nait le 28 avril 1985 à Paris ; elle se marie le 18 décembre 2015 à Paris avec l'urologue Benjamin Rouget et ont un fils, Joseph, né le 25 décembre 2016 à Bordeaux, et un deuxième enfant, né en octobre 2019 à Libourne.
En 1994, Carmen et son deuxième époux, Jean-Marie Rossi, se séparent et divorcent l'année suivante. Elle entame dès lors une relation (qui dure jusqu'en 2004) avec l'architecte italien Robert Federici. Mais, en 2006, Carmen épouse finalement l'homme d'affaires espagnol José Campos García, de treize ans son cadet. En février 2013, Carmen et José Campos García divorcent après sept ans de mariage.

## Biographie

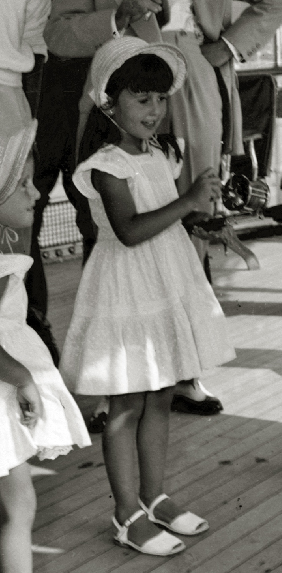
Carmen Martínez-Bordiú enfant.

Carmen Martínez-Bordiú, que les médias espagnols connaissent mieux sous le surnom de « la Nietísima » (que l’on pourrait traduire par « la petite-fillissime »)  en référence au titre de généralissime de son grand-père, passe une enfance dorée au palais du Pardo, aux côtés du Caudillo et de sa famille. Petite-fille préférée de Franco et de son épouse, elle devient très tôt une icône du gotha espagnol et de la presse du cœur. 

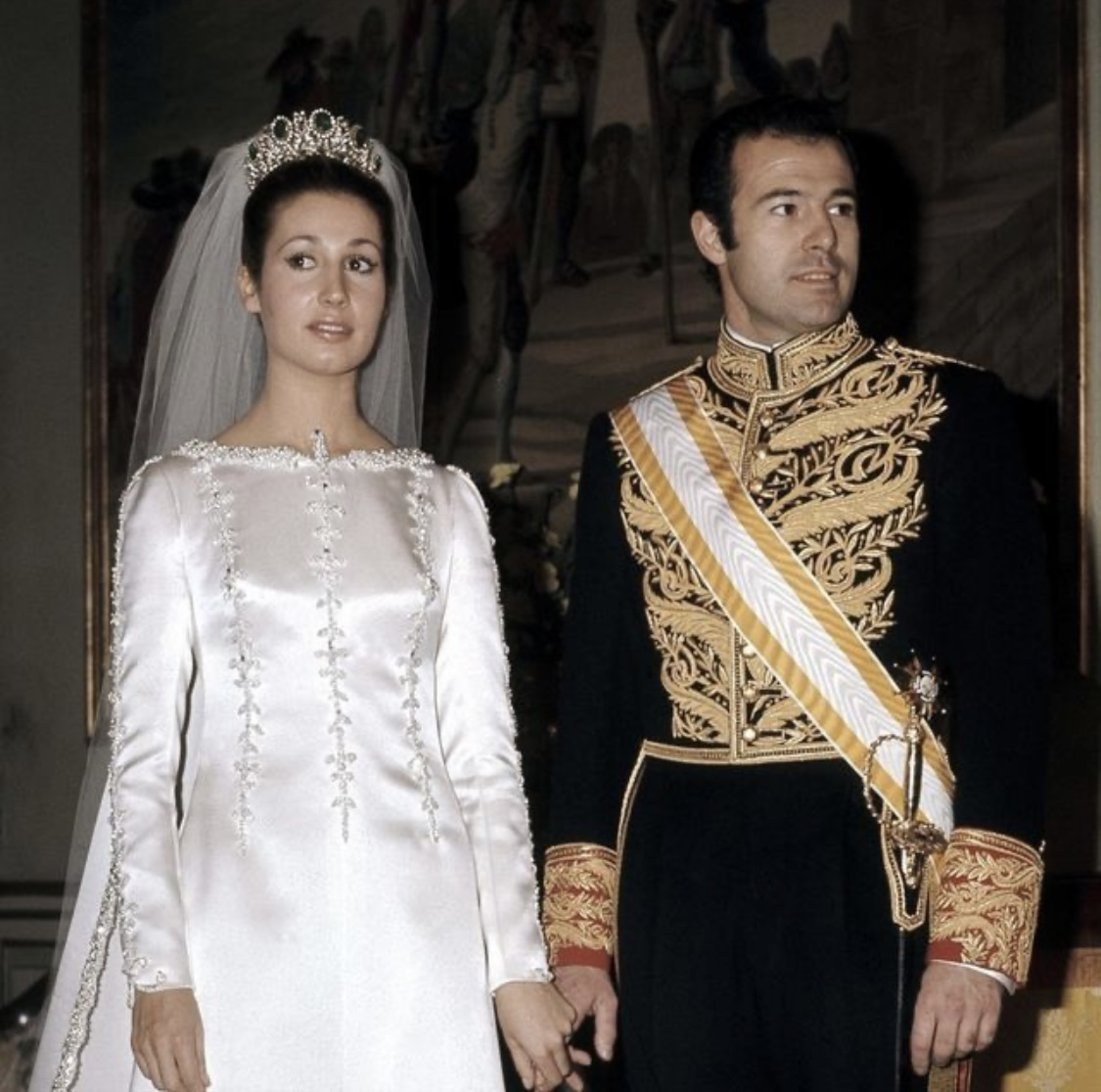
Le duc et la duchesse de Cadix lors de leur mariage en 1972.

À l'âge de 21 ans, Carmen épouse Alphonse de Bourbon, fils aîné du prétendant au trône français. Le mariage, célébré avec faste (sont présents Franco, le prince et la princesse d’Espagne, le prince et la princesse de Monaco, etc…) fait grand bruit en Europe dans la mesure où il laisse longtemps planer un doute sur la succession de Franco. À l'occasion de la naissance de leur fils aîné, Alphonse et Carmen reçoivent en effet les titres de duc et duchesse de Cadix et le traitement d'altesses royales. Pourtant, c’est bien le prince Juan Carlos qui succède au chef de l'État espagnol en 1975, et cela comme l'avait prévu la loi de 1969.
Malgré son caractère prestigieux, l'union d'Alphonse et de Carmen n’est guère heureuse et les frasques de la jeune femme causent plusieurs scandales à Madrid. Ainsi, lors de la communion de ses deux enfants, le prêtre qui dirige la cérémonie refuse publiquement de donner la communion à la duchesse. En 1979, le couple finit donc par se séparer et leur divorce a lieu peu après, en 1982. À cette occasion, Carmen perd son titre d'altesse royale espagnole ainsi que la garde de ses enfants. Elle quitte alors l'Espagne et s'établit à Paris, où elle entame une relation amoureuse avec un antiquaire français nommé Jean-Marie Rossi.
L'année 1984 est un moment terrible dans la vie de Carmen et de son nouveau conjoint. En février, un accident de voiture cause en effet la mort de son fils aîné tandis que son autre fils et son ex-mari sont grièvement blessés. Quelques mois après, c'est au tour de Mathilda, l'une des filles de Jean-Marie Rossi, de trouver la mort dans un accident de bateau aux Bahamas. Le couple décide malgré tout de se marier et une fille naît de leur union le 28 avril 1985.
Quelques années après, en 1989, Alphonse de Bourbon meurt accidentellement après avoir heurté à pleine vitesse un câble tiré en travers d'une piste de ski à Beaver Creek, dans le Colorado, aux États-Unis, et Carmen regagne Madrid pour assister à ses funérailles. La jeune femme espère récupérer la garde de son fils, le nouveau duc d'Anjou. Mais les tensions existant entre la mère et l'adolescent poussent ce dernier à rester vivre chez sa grand-mère maternelle, la duchesse de Franco.
Carmen Martínez-Bordiú reste une personnalité incontournable du gotha espagnol et apparaît régulièrement dans les médias de son pays. En 2006, elle a ainsi participé au programme de téléréalité ¡Mira quién baila! sur la première chaîne de télévision espagnole La 1, ce qui a soulevé les critiques d'une bonne partie de la gauche espagnole.

## Titulature

### En Espagne
Épouse du duc de Cadix et petite-fille de Francisco Franco, Carmen Martínez-Bordiú porte les titres suivants :
- 22 novembre 1972 - 16 décembre 1986 : Son Altesse Royale la duchesse de Cadix[3] ;
- 31 mai 2018 - 20 octobre 2022 : Son Excellence la duchesse de Franco, grande d'Espagne.

Carmen Martínez-Bordiú demande le 7 mars 2018, le titre de duchesse de Franco et la dignité de grande d'Espagne, portés par sa mère, décédée en décembre 2017. Le ministre de la Justice Rafael Catalá signe l'acte de succession du duché de Franco le 31 mai 2018, la veille de la chute du gouvernement de Mariano Rajoy par une motion de censure. L'acte est publié au Bulletin officiel du 4 juillet suivant. La nouvelle ministre de la Justice, Dolores Delgado, fait part de la volonté du gouvernement de modifier le décret royal de 1912 relatif aux titres de noblesse afin d'y introduire la possibilité de supprimer certains titres, procédure qui serait appliquée à ce duché.
Le titre de duchesse de Franco et la dignité associée de grand d'Espagne sont finalement supprimés par l'article 41 de la loi sur la mémoire démocratique qui entre en vigueur le 21 octobre 2022.

### En France
Les titres portés actuellement par les membres de la maison de Bourbon n’ont pas d’existence juridique en France et sont considérés comme des titres de courtoisie. Ils sont attribués par l'aîné des Bourbons. Épouse du duc d'Anjou, Carmen Martínez-Bordiú porte les titres suivants :
- 8 mars 1972 - 20 mars 1975 : Son Altesse Royale la duchesse de Bourbon, dauphine de France ;
- 20 mars 1975 - 3 août 1975 : Son Altesse Royale la duchesse de Bourbon ;
- 3 août 1975 - 16 décembre 1986[N 1] : Son Altesse Royale la duchesse d'Anjou.

#### Armoiries
Du 20 mars 1975 au 16 décembre 1986, Carmen Martínez-Bordiú portait des armoiries composées à dextre des pleines armes de France (d'azur à trois fleurs de lis d'or), et à senestre des armes de son père (« écartelé, au 1) de gueules au croissant versé d'argent et à la champagne du même, au 2) d'argent à 9 losanges d'azur, parti d'argent à 4 fasces échiquetées de gueules et d'or, chacune chargée d'un filet de sable en fasce, au 3) de gueules à 5 tours d'argent ouvertes de sable, posées 2, 1, 2, parti d'or à la fasce de gueules, au 4) 5 fasces de 5 points d'or équipolés à 4 d'azur, séparées de filets en fasce d'argent et remplissant tout le champ (sic !), parti d'or à 13 tourteaux d'azur, posés 3, 3, 3, 3 et 1 ; sur le tout un écu parti, au 1 d'azur à la barre d'or accompagnée en chef de 3 étoiles à 6 rais d'argent, posées 2 et 1, au 2 d'argent à l'arbre de sinople, fûté au naturel, accosté de 2 loups (?) de sable affrontés, une chaudière du même pendant à une branche senestre »), écus surmontés de la couronne fleurdelisée des rois de France.

## Dans l'art et la culture
Le rôle de Carmen est interprété par l'actrice Cristina Peña dans le deuxième épisode de la mini-série espagnole Alfonso, el príncipe maldito (2010).
Elle est le sujet du tableau de Salvador Dalí intitulé Portrait équestre de Carmen Bordiú Franco, peint en 1974.

## Ascendance
|  |                                                                      |  |  |  |  |  |  |  |  |  |  |  |  |  |  |  |
|  | 16. Tomás Martínez y Rodríguez                                       |  |  |  |  |  |  |  |  |  |  |  |  |  |  |  |
|  |                                                                      |  |  |  |  |  |  |  |  |  |  |  |  |  |  |  |
|  |                                                                      |  |  |  |  |  |  |  |  |  |  |  |  |  |  |  |
|  | 8. Andrés Martínez y Cobo de Guzmán                                  |  |  |  |  |  |  |  |  |  |  |  |  |  |  |  |
|  |                                                                      |  |  |  |  |  |  |  |  |  |  |  |  |  |  |  |
|  |                                                                      |  |  |  |  |  |  |  |  |  |  |  |  |  |  |  |
|  | 17. Josefa Isabel Cobo de Guzmán y Ardio                             |  |  |  |  |  |  |  |  |  |  |  |  |  |  |  |
|  |                                                                      |  |  |  |  |  |  |  |  |  |  |  |  |  |  |  |
|  |                                                                      |  |  |  |  |  |  |  |  |  |  |  |  |  |  |  |
|  | 4. José María Martínez y Ortega                                      |  |  |  |  |  |  |  |  |  |  |  |  |  |  |  |
|  |                                                                      |  |  |  |  |  |  |  |  |  |  |  |  |  |  |  |
|  |                                                                      |  |  |  |  |  |  |  |  |  |  |  |  |  |  |  |
|  | 18. José Ortega y Melgarejo                                          |  |  |  |  |  |  |  |  |  |  |  |  |  |  |  |
|  |                                                                      |  |  |  |  |  |  |  |  |  |  |  |  |  |  |  |
|  |                                                                      |  |  |  |  |  |  |  |  |  |  |  |  |  |  |  |
|  | 9. Catalina Ortega y Toledo                                          |  |  |  |  |  |  |  |  |  |  |  |  |  |  |  |
|  |                                                                      |  |  |  |  |  |  |  |  |  |  |  |  |  |  |  |
|  |                                                                      |  |  |  |  |  |  |  |  |  |  |  |  |  |  |  |
|  | 19. Angustias Toledo y Vico                                          |  |  |  |  |  |  |  |  |  |  |  |  |  |  |  |
|  |                                                                      |  |  |  |  |  |  |  |  |  |  |  |  |  |  |  |
|  |                                                                      |  |  |  |  |  |  |  |  |  |  |  |  |  |  |  |
|  | 2. Cristóbal Martínez-Bordiú, 10e marquis de Villaverde              |  |  |  |  |  |  |  |  |  |  |  |  |  |  |  |
|  |                                                                      |  |  |  |  |  |  |  |  |  |  |  |  |  |  |  |
|  |                                                                      |  |  |  |  |  |  |  |  |  |  |  |  |  |  |  |
|  | 20. Luis Bordiú y Garcés de Marcilla, 8e marquis de Villaverde       |  |  |  |  |  |  |  |  |  |  |  |  |  |  |  |
|  |                                                                      |  |  |  |  |  |  |  |  |  |  |  |  |  |  |  |
|  |                                                                      |  |  |  |  |  |  |  |  |  |  |  |  |  |  |  |
|  | 10. Cristóbal Bordiú y Prat, 9e marquis de Villaverde                |  |  |  |  |  |  |  |  |  |  |  |  |  |  |  |
|  |                                                                      |  |  |  |  |  |  |  |  |  |  |  |  |  |  |  |
|  |                                                                      |  |  |  |  |  |  |  |  |  |  |  |  |  |  |  |
|  | 21. María del Carmen de Prat y Sánchez-Salvador                      |  |  |  |  |  |  |  |  |  |  |  |  |  |  |  |
|  |                                                                      |  |  |  |  |  |  |  |  |  |  |  |  |  |  |  |
|  |                                                                      |  |  |  |  |  |  |  |  |  |  |  |  |  |  |  |
|  | 5. María de la O Esperanza Bordiú y Bascarán, 7e comtesse de Argillo |  |  |  |  |  |  |  |  |  |  |  |  |  |  |  |
|  |                                                                      |  |  |  |  |  |  |  |  |  |  |  |  |  |  |  |
|  |                                                                      |  |  |  |  |  |  |  |  |  |  |  |  |  |  |  |
|  | 22. Lieutenant général José de Bascarán y Federic                    |  |  |  |  |  |  |  |  |  |  |  |  |  |  |  |
|  |                                                                      |  |  |  |  |  |  |  |  |  |  |  |  |  |  |  |
|  |                                                                      |  |  |  |  |  |  |  |  |  |  |  |  |  |  |  |
|  | 11. María de la O de Bascarán y Reina                                |  |  |  |  |  |  |  |  |  |  |  |  |  |  |  |
|  |                                                                      |  |  |  |  |  |  |  |  |  |  |  |  |  |  |  |
|  |                                                                      |  |  |  |  |  |  |  |  |  |  |  |  |  |  |  |
|  | 23. María Adelaida de Reina Visset-Fernández de Córdoba              |  |  |  |  |  |  |  |  |  |  |  |  |  |  |  |
|  |                                                                      |  |  |  |  |  |  |  |  |  |  |  |  |  |  |  |
|  |                                                                      |  |  |  |  |  |  |  |  |  |  |  |  |  |  |  |
|  | 1. María del Carmen Martínez-Bordiú y Franco, 2e duchesse de Franco  |  |  |  |  |  |  |  |  |  |  |  |  |  |  |  |
|  |                                                                      |  |  |  |  |  |  |  |  |  |  |  |  |  |  |  |
|  |                                                                      |  |  |  |  |  |  |  |  |  |  |  |  |  |  |  |
|  | 24. Francisco Franco y Vietti                                        |  |  |  |  |  |  |  |  |  |  |  |  |  |  |  |
|  |                                                                      |  |  |  |  |  |  |  |  |  |  |  |  |  |  |  |
|  |                                                                      |  |  |  |  |  |  |  |  |  |  |  |  |  |  |  |
|  | 12. Nicolás Franco y Salgado-Araújo                                  |  |  |  |  |  |  |  |  |  |  |  |  |  |  |  |
|  |                                                                      |  |  |  |  |  |  |  |  |  |  |  |  |  |  |  |
|  |                                                                      |  |  |  |  |  |  |  |  |  |  |  |  |  |  |  |
|  | 25. Hermenegilda Salgado-Araújo y Pérez                              |  |  |  |  |  |  |  |  |  |  |  |  |  |  |  |
|  |                                                                      |  |  |  |  |  |  |  |  |  |  |  |  |  |  |  |
|  |                                                                      |  |  |  |  |  |  |  |  |  |  |  |  |  |  |  |
|  | 6. Francisco Franco Bahamonde, chef de l'État espagnol               |  |  |  |  |  |  |  |  |  |  |  |  |  |  |  |
|  |                                                                      |  |  |  |  |  |  |  |  |  |  |  |  |  |  |  |
|  |                                                                      |  |  |  |  |  |  |  |  |  |  |  |  |  |  |  |
|  | 26. Ladislao Bahamonde y Ortega                                      |  |  |  |  |  |  |  |  |  |  |  |  |  |  |  |
|  |                                                                      |  |  |  |  |  |  |  |  |  |  |  |  |  |  |  |
|  |                                                                      |  |  |  |  |  |  |  |  |  |  |  |  |  |  |  |
|  | 13. María del Pilar Bahamonde y Pardo de Andrade                     |  |  |  |  |  |  |  |  |  |  |  |  |  |  |  |
|  |                                                                      |  |  |  |  |  |  |  |  |  |  |  |  |  |  |  |
|  |                                                                      |  |  |  |  |  |  |  |  |  |  |  |  |  |  |  |
|  | 27. María del Carmen Pardo de Andrade y Pardo de Andrade             |  |  |  |  |  |  |  |  |  |  |  |  |  |  |  |
|  |                                                                      |  |  |  |  |  |  |  |  |  |  |  |  |  |  |  |
|  |                                                                      |  |  |  |  |  |  |  |  |  |  |  |  |  |  |  |
|  | 3. María del Carmen Franco y Polo, 1re duchesse de Franco            |  |  |  |  |  |  |  |  |  |  |  |  |  |  |  |
|  |                                                                      |  |  |  |  |  |  |  |  |  |  |  |  |  |  |  |
|  |                                                                      |  |  |  |  |  |  |  |  |  |  |  |  |  |  |  |
|  | 28. Claudio Polo y Astudillo                                         |  |  |  |  |  |  |  |  |  |  |  |  |  |  |  |
|  |                                                                      |  |  |  |  |  |  |  |  |  |  |  |  |  |  |  |
|  |                                                                      |  |  |  |  |  |  |  |  |  |  |  |  |  |  |  |
|  | 14. Felipe Polo y Flórez de Vereterra                                |  |  |  |  |  |  |  |  |  |  |  |  |  |  |  |
|  |                                                                      |  |  |  |  |  |  |  |  |  |  |  |  |  |  |  |
|  |                                                                      |  |  |  |  |  |  |  |  |  |  |  |  |  |  |  |
|  | 29. Bonifacia Flórez de Vereterra                                    |  |  |  |  |  |  |  |  |  |  |  |  |  |  |  |
|  |                                                                      |  |  |  |  |  |  |  |  |  |  |  |  |  |  |  |
|  |                                                                      |  |  |  |  |  |  |  |  |  |  |  |  |  |  |  |
|  | 7. María del Carmen Polo y Martínez-Valdés, 1re dame de Meirás       |  |  |  |  |  |  |  |  |  |  |  |  |  |  |  |
|  |                                                                      |  |  |  |  |  |  |  |  |  |  |  |  |  |  |  |
|  |                                                                      |  |  |  |  |  |  |  |  |  |  |  |  |  |  |  |
|  | 30. Rafael Martínez-Valdés                                           |  |  |  |  |  |  |  |  |  |  |  |  |  |  |  |
|  |                                                                      |  |  |  |  |  |  |  |  |  |  |  |  |  |  |  |
|  |                                                                      |  |  |  |  |  |  |  |  |  |  |  |  |  |  |  |
|  | 15. Ramona Martínez-Valdés y Martínez-Valdés                         |  |  |  |  |  |  |  |  |  |  |  |  |  |  |  |
|  |                                                                      |  |  |  |  |  |  |  |  |  |  |  |  |  |  |  |
|  |                                                                      |  |  |  |  |  |  |  |  |  |  |  |  |  |  |  |
|  | 31. María de la Caridad Martínez-Valdés                              |  |  |  |  |  |  |  |  |  |  |  |  |  |  |  |
|  |                                                                      |  |  |  |  |  |  |  |  |  |  |  |  |  |  |  |
|  |                                                                      |  |  |  |  |  |  |  |  |  |  |  |  |  |  |  |